# کوره آجرپزی سنتی (گرمسار)
کوره آجرپزی سنتی مربوط به دوره قاجار است و در شهرستان گرمسار، بخش ایوانکی، غرب شهر ایوانکی، طرفین خیابان شهید بهشتی واقع شده و این اثر در تاریخ ۲۶ اسفند ۱۳۸۷ با شمارهٔ ثبت ۲۶۰۶۵ به‌عنوان یکی از آثار ملی ایران به ثبت رسیده‌است.